# 子二
子二（天鸽座β），又名CD-35 2546，HD 39425、SAO 196240、HR 2040，是天鸽座的一颗恒星，视星等为3.12，位于銀經241.35，銀緯-27.06，其B1900.0坐标为赤經5h 47m 26s，赤緯-35° -27.06′ 21″。